# Fruit (album)
Fruit è l'album di debutto del gruppo danese The Asteroids Galaxy Tour.
Il singolo di lancio "The Golden Age" viene certificato Oro in Italia per le 15 000 copie vendute.

## Copertina
- International Edition - Tutte le copertine [collegamento interrotto], su allcdcovers.com.
- Copertina Alternativa (JPG) [collegamento interrotto], su a0.twimg.com.

## Tracce
1. Lady Jesus – 3:44 (Lars Iversen,  Mette Lindberg)
2. The Sun Ain't Shining No More – 3:37 (Lars Iversen,  Mette Lindberg)
3. Push the Envelope – 4:02 (Lars Iversen,  Mette Lindberg)
4. Satellite – 3:37 (Lars Iversen,  Mette Lindberg)
5. Crazy – 3:55 (Lars Iversen,  Mette Lindberg)
6. The Golden Age – 3:50 (Lars Iversen,  Mette Lindberg)
7. Around the Bend – 3:47 (Lars Iversen,  Mette Lindberg, Peter Iversen)
8. Sunshine Coolin' – 3:07 (Lars Iversen,  Mette Lindberg)
9. Hero – 4:11 (Lars Iversen,  Mette Lindberg)
10. Bad Fever – 4:30 (Lars Iversen,  Mette Lindberg)

Durata totale: 38:20

### Bonus Tracks
1. Inner City Blues – 5:50 (James Nyx, Marvin Gaye)

### Denmark Bonus Tracks
1. Inner City Blues – 5:50 (James Nyx, Marvin Gaye)
2. Attack of the Ghost Riderss – 2:51

### US Bonus Tracks
1. Inner City Blues – 5:50 (James Nyx, Marvin Gaye)
2. Attack of the Ghost Riderss – 2:51
3. Lady Jesus (Live) – 5:50 (Lars Iversen,  Mette Lindberg)

## Classifiche
| Classifica (2010/2011)        | Posizione raggiunta |
| ----------------------------- | ------------------- |
| Austria (Ö3 Austria Top 75)   | 53                  |
| Francia (SNEP)                | 80                  |
| Grecia (IFPI)                 | 63                  |
| Svizzera (Swiss Album Charts) | 84                  |

## Date di pubblicazione
| Nazione     | Data              | Etichetta        |
| ----------- | ----------------- | ---------------- |
| Scandinavia | 18 settembre 2009 | Small Giants     |
| Regno Unito | 21 settembre 2009 | Small Giants     |
| Stati Uniti | 6 ottobre 2009    | 101 Distribution |
| Stati Uniti | 27 ottobre 2009   | 101 Distribution |
| Italia      | 7 giugno 2011     | I.E. Music       |